# Мелодии белой ночи
«Мелодии белой ночи» — советско-японский художественный фильм Сергея Соловьёва 1976 года. Премьера мелодрамы в Москве состоялась 19 октября 1977 года, в японский прокат лента вышла 21 января 1978 года.

В одном из интервью Сергей Александрович рассказывал:
«Решение о съемках картины было принято в начале 1970-х годов. Надо понимать: тогда была очень трудная политическая ситуация. Всем было ясно, что после недолгой оттепели снова наступает зима, и мир, в том числе и Япония, уже был охвачен антисоветской волной. И вот тогда появилась новая идея, суть которой сводилась к следующему: „Не надо углубляться в политические дискуссии, надо заняться налаживанием общественных и культурных связей, простого человеческого общения“. Мы — те, кто эту точку зрения поддерживал, исходили из простой и ясной логики — все люди на Земле одинаковы. Небо для всех едино, солнце светит всем, и нет никаких изначально неразрешимых и страшных противоречий между нами. Нет, и не может быть. Сейчас это звучит довольно наивно, но тогда это было живым и полезным делом, давшим начало многим мощным инициативам».

## Сюжет
Советский композитор и дирижёр из Ленинграда по имени Илья (Юрий Соломин) приглашён японской звукозаписывающей фирмой в Киото для записи авторского диска с его фортепианным концертом. А после того как Илья узнал, кто будет солировать на фортепиано в его концерте, он вдруг понял, что до его сна рукой подать, хотя ему уже стало казаться, что в один прекрасный день он забудет её лицо… На всё про всё у Ильи в Японии только два дня. За этот год они ни разу не писали друг другу, ничего друг о друге не знали. Но ведь Илья и Юко (Комаки Курихара) тогда всё решили сами, и вот…
За год до того Юко неожиданно появилась в Ленинградской консерватории: будучи поклонницей музыки русских композиторов, она захотела больше узнать о Советском Союзе. В тот летний день поры ленинградских белых ночей и произошла их, на первый взгляд, случайная встреча. Любовь возникла сама собой, как белая ночь приходит после долгого дождливого летнего дня. Увы, мгновения счастья оказываются быстротечны, как лето под северным небом. Тем более, что Юко замужем…
И вот спустя год после первой и, казалось бы, последней встречи, судьба подарила Юко и Илье полное грустного очарования прощальное свидание — уже в Японии. После записи фортепианного концерта они посещают национальный праздник Бон, на котором по традиции зажигают огонь в храмах и в реку спускаются кораблики с зажжёнными свечами — в память об ушедших родных, как символ неугасающих чувств… Год назад умер супруг Юко, и в эти необыкновенные часы, случившиеся в их судьбе, Илья помогает родной музыкальной душе окончательно оставить в прошлом чувство вины, не покидавшее влюблённую в Илью Юко весь этот долгий год после потери супруга. В конце фильма она вместе с отцом своего покойного мужа спускает на воду кораблик со свечой в его память, словно что-то отпуская от себя…
Повествование фильма сопровождает божественная, по оценке критики, музыка Исаака Шварца.

## В ролях
- Комаки Курихара — Юко, японская пианистка
- Юрий Соломин — Илья, композитор-дирижёр
- Александр Збруев — Фёдор, брат Ильи, художник
- Сергей Полежаев — музыкант, преподаватель
- Елизавета Солодова — приёмная мать Ильи и Фёдора, учительница музыки
- Андрей Леонтович — Алёша, сын Ильи
- Сэйдзи Миягути — отец умершего супруга Юко

## Съёмочная группа
Авторы сценария:
- Сергей Соловьёв
- Тасиюки Касикура (участие)

Режиссёр:
- Сергей Соловьёв
- Киёси Нисимура (участие)

Оператор: Георгий Рерберг
Художник: Александр Борисов
Музыка: Исаак Шварц
Партия рояля: Любовь Тимофеева, Игорь Назарук
Симфонический оркестр ГАБТ СССР, Государственный симфонический оркестр кинематографии СССР. Дирижёры: Александр Лазарев, Эмин Хачатурян
Директор: Виктор Цируль
Продюсер: Рю Ясутакэ
Съёмки фильма проходили в Ленинграде, Токио и Киото. Интерьерные сцены снимались в павильонах «Мосфильма», а для постановки «дачных» эпизодов была арендована старая дача под Ленинградом — в Лисьем Носу на берегу Финского залива. Рабочее название фильма — «Уроки музыки». Прежде чем начать работу над фильмом, Сергей Соловьёв съездил в Японию, где выбрал места для натурных съёмок. Лишь после этого он приступил к созданию сценария, написанного под конкретные города — Ленинград и Киото.